# Cédric Roussel
Cédric Roussel (Mons, 6 gennaio 1978 – Mons, 24 giugno 2023) è stato un calciatore belga, di ruolo attaccante.

## Carriera

### Club
Roussel muove i primi passi nel La Louviére dove trascorre le sue prime quattro stagioni come calciatore per poi passare nel K.A.A. Gent nel 1998-99 e trasferirsi, l'anno successivo, al Coventry City, in Premier League.
Nel 2001 firma per il Wolverhampton in First Division (seconda divisione inglese), e dopo 18 mesi ritorna in patria nella squadra della sua città, il RAEC Mons. Qui conquista il titolo di capocannoniere del campionato belga insieme a Wesley Sonck, entrambi con 22 reti all'attivo.
Tra il 2003 e il 2006 milita in quattro squadre diverse (provando anche il campionato russo) tra le quali Standard Liegi e, per ultima, Zulte Waregem in cui si fa notare dagli osservatori del Brescia in seguito a buone prove offerte in Coppa UEFA.
Si trasferisce nel Brescia nel gennaio 2007 dove riesce a ritagliarsi spazio in 3 occasioni.
Dopo un provino senza successo al Dundee Utd, nell'agosto 2007 ritorna nel Mons in Belgio, firmando un contratto di tre anni.

### Nazionale
Roussel ha partecipato al mondiale Under-20 del 1997.

## Statistiche

### Cronologia presenze e reti in nazionale
| Cronologia completa delle presenze e delle reti in nazionale ― Belgio | Cronologia completa delle presenze e delle reti in nazionale ― Belgio | Cronologia completa delle presenze e delle reti in nazionale ― Belgio | Cronologia completa delle presenze e delle reti in nazionale ― Belgio | Cronologia completa delle presenze e delle reti in nazionale ― Belgio | Cronologia completa delle presenze e delle reti in nazionale ― Belgio | Cronologia completa delle presenze e delle reti in nazionale ― Belgio | Cronologia completa delle presenze e delle reti in nazionale ― Belgio |
| Data                                                                  | Città                                                                 | In casa                                                               | Risultato                                                             | Ospiti                                                                | Competizione                                                          | Reti                                                                  | Note                                                                  |
| --------------------------------------------------------------------- | --------------------------------------------------------------------- | --------------------------------------------------------------------- | --------------------------------------------------------------------- | --------------------------------------------------------------------- | --------------------------------------------------------------------- | --------------------------------------------------------------------- | --------------------------------------------------------------------- |
| 12-2-2003                                                             | Annaba                                                                | Algeria                                                               | 1 – 3                                                                 | Belgio                                                                | Amichevole                                                            | -                                                                     | 80’                                                                   |
| 11-10-2003                                                            | Liegi                                                                 | Belgio                                                                | 2 – 0                                                                 | Estonia                                                               | Qual. Euro 2004                                                       | -                                                                     | 87’                                                                   |
| Totale                                                                |                                                                       | Presenze                                                              | 2                                                                     |                                                                       | Reti                                                                  | 0                                                                     |                                                                       |

| Cronologia completa delle presenze e delle reti in nazionale ― Belgio under 20 | Cronologia completa delle presenze e delle reti in nazionale ― Belgio under 20 | Cronologia completa delle presenze e delle reti in nazionale ― Belgio under 20 | Cronologia completa delle presenze e delle reti in nazionale ― Belgio under 20 | Cronologia completa delle presenze e delle reti in nazionale ― Belgio under 20 | Cronologia completa delle presenze e delle reti in nazionale ― Belgio under 20 | Cronologia completa delle presenze e delle reti in nazionale ― Belgio under 20 | Cronologia completa delle presenze e delle reti in nazionale ― Belgio under 20 |
| Data                                                                           | Città                                                                          | In casa                                                                        | Risultato                                                                      | Ospiti                                                                         | Competizione                                                                   | Reti                                                                           | Note                                                                           |
| ------------------------------------------------------------------------------ | ------------------------------------------------------------------------------ | ------------------------------------------------------------------------------ | ------------------------------------------------------------------------------ | ------------------------------------------------------------------------------ | ------------------------------------------------------------------------------ | ------------------------------------------------------------------------------ | ------------------------------------------------------------------------------ |
| 17-6-1997                                                                      | Shah Alam                                                                      | Uruguay under 20                                                               | 3 – 0                                                                          | Belgio under 20                                                                | Mondiali Under-20 1997 - 1º turno                                              | -                                                                              |                                                                                |
| 19-6-1997                                                                      | Shah Alam                                                                      | Marocco under 20                                                               | 1 – 1                                                                          | Belgio under 20                                                                | Mondiali Under-20 1997 - 1º turno                                              | -                                                                              | 56’                                                                            |
| 22-6-1997                                                                      | Shah Alam                                                                      | Malaysia under 20                                                              | 0 – 3                                                                          | Belgio under 20                                                                | Mondiali Under-20 1997 - 1º turno                                              | -                                                                              | 69’                                                                            |
| Totale                                                                         |                                                                                | Presenze                                                                       | 3                                                                              |                                                                                | Reti                                                                           | 0                                                                              |                                                                                |